# Немая (Рафаэль)
«Немая» (итал. La Muta) — условное название портрета неизвестной молодой женщины кисти Рафаэля, относящегося к флорентийскому периоду творчества художника.

## История
Создание картины датируется 1507 или 1508 годом. Моделью Рафаэля обычно называют Елизавету Гонзага — жену герцога Урбинского Гвидобальдо Монтефельтро, или сестру герцога Джованну. До 1631 года «Немая» хранилась в Урбино, а затем была перевезена во Флоренцию. В 1927 году картину вернули из Уффици в Национальную галерею Марке, на родину автора.
6 февраля 1975 года «Немая» вместе с «Сенигальской мадонной» и «Бичеванием Христа» Пьеро делла Франчески была похищена из музея и переправлена за границу. Спустя год Интерпол обнаружил все три картины в Локарно (Швейцария).

## Композиция картины
Девушка изображена сидящей в трёхчетвертном обороте. Она смотрит на зрителя справа налево, её волосы разделены в пробор — в этом сходство «Немой» и знаменитой «Моны Лизы» Леонардо. Однако есть и отличия: фон портрета тёмный, а платье выписано с большей тщательностью. Руки модели опираются на невидимый парапет, в чём можно усмотреть влияние фламандского живописца Ханса Мемлинга, которое испытывал ещё учитель Рафаэля, Пьетро Перуджино.